# Pravna fakulteta na Dunaju
Pravna fakulteta (izvirno nemško Rechtswissenschaftliche Fakultät), s sedežem na Dunaju, je fakulteta, ki je članica Univerze na Dunaju.